# Новочебоксарская ТЭЦ-3
Новочебоксарская ТЭЦ-3 — тепловая электростанция (теплоэлектроцентраль), расположенная в городе Новочебоксарск Республики Чувашия Российской Федерации. Входит в состав филиала «Марий Эл и Чувашии» ПАО «Т Плюс».

## Описание
Новочебоксарская ТЭЦ-3 является теплофикационной электростанцией с поперечными связями и предназначена для комбинированной выработки и отпуска потребителям электрической и тепловой энергии. Электростанция функционирует на оптовом рынке электрической энергии и мощности и является основным источником теплоснабжения города Новочебоксарск.
ТЭЦ-3 является второй по величине тепловой электростанцией Чувашии. Установленная электрическая мощность на начало 2015 года составляет 371 МВт, тепловая мощность — 869 Гкал/ч. В качестве основного топлива используется природный газ, в качестве резервного — мазут.

## Перечень основного оборудования
| Агрегат                              | Тип              | Изготовитель                                     | Количество | Ввод в эксплуатацию             | Основные характеристики | Основные характеристики | Источники |
| Агрегат                              | Тип              | Изготовитель                                     | Количество | Ввод в эксплуатацию             | Параметр                | Значение                | Источники |
| ------------------------------------ | ---------------- | ------------------------------------------------ | ---------- | ------------------------------- | ----------------------- | ----------------------- | --------- |
| Оборудование паротурбинных установок |                  |                                                  |            |                                 |                         |                         |           |
| Паровой котёл                        | ТГМ-84           | Таганрогский котельный завод «Красный котельщик» | 4          | 1965 г. 1966 г. 1967 г. 1967 г. | Топливо                 | газ                     | [ 4 ]     |
| Паровой котёл                        | ТГМ-84           | Таганрогский котельный завод «Красный котельщик» | 4          | 1965 г. 1966 г. 1967 г. 1967 г. | Производительность      | 420 т/ч                 | [ 4 ]     |
| Паровой котёл                        | ТГМ-84           | Таганрогский котельный завод «Красный котельщик» | 4          | 1965 г. 1966 г. 1967 г. 1967 г. | Параметры пара          | 140 кгс/см2, 550 °С     | [ 4 ]     |
| Паровой котёл                        | ТГМЕ-464         | Таганрогский котельный завод «Красный котельщик» | 4          | 1980 г. 1982 г. 1994 г. 2001 г. | Топливо                 | газ                     | [ 4 ]     |
| Паровой котёл                        | ТГМЕ-464         | Таганрогский котельный завод «Красный котельщик» | 4          | 1980 г. 1982 г. 1994 г. 2001 г. | Производительность      | 500 т/ч                 | [ 4 ]     |
| Паровой котёл                        | ТГМЕ-464         | Таганрогский котельный завод «Красный котельщик» | 4          | 1980 г. 1982 г. 1994 г. 2001 г. | Параметры пара          | 140 кгс/см2, 560 °С     | [ 4 ]     |
| Паровая турбина                      | ПТ-50(60)-130/13 | Ленинградский металлический завод                | 1          | 1965 г.                         | Установленная мощность  | 50 МВт                  | [ 4 ]     |
| Паровая турбина                      | ПТ-50(60)-130/13 | Ленинградский металлический завод                | 1          | 1965 г.                         | Тепловая нагрузка       | 350 Гкал/ч              | [ 4 ]     |
| Паровая турбина                      | Т-100/120-130-3  | Уральский турбинный завод                        | 1          | 1980 г.                         | Установленная мощность  | 110 МВт                 | [ 4 ]     |
| Паровая турбина                      | Т-100/120-130-3  | Уральский турбинный завод                        | 1          | 1980 г.                         | Тепловая нагрузка       | 175 Гкал/ч              | [ 4 ]     |
| Паровая турбина                      | Т-110/120-130-4  | Уральский турбинный завод                        | 1          | 1982 г.                         | Установленная мощность  | 110 МВт                 | [ 4 ]     |
| Паровая турбина                      | Т-110/120-130-4  | Уральский турбинный завод                        | 1          | 1982 г.                         | Тепловая нагрузка       | 175 Гкал/ч              | [ 4 ]     |
| Паровая турбина                      | ПТ-80/100-130/13 | Силовые машины                                   | 1          | 2014 г.                         | Установленная мощность  | 80 МВт                  | [ 4 ]     |
| Паровая турбина                      | ПТ-80/100-130/13 | Силовые машины                                   | 1          | 2014 г.                         | Тепловая нагрузка       | 68 Гкал/ч               | [ 4 ]     |